# كلارنس باس
كلارنس باس (بالإنجليزية: Clarence Bass)‏ هو كاتب أمريكي، ولد في 1937 في ألباكركي في الولايات المتحدة.